# NGC 1074
NGC 1074 (również PGC 10324) – galaktyka spiralna (Sab), znajdująca się w gwiazdozbiorze Wieloryba. Odkrył ją Francis Leavenworth 28 listopada 1885 roku.